# Ye Shuhua
Pour les articles homonymes, voir Ye.
Dans ce nom chinois, le nom de famille, Ye, précède le nom personnel.
Ye Shuhua (chinois : 叶叔华), née le 21 juillet 1927 à Canton est une astronome et professeure chinoise spécialiste du temps universel. Elle mène ses recherches à l'Observatoire astronomique de Shanghaï.

## Biographie

### Enfance et études
Ye Shuhua est née le 21 juin 1927 à Canton. Son enfance et ses premières années de scolarité sont perturbées par la seconde guerre sino-japonaise (1937-1945) et elle doit déménager à plusieurs reprises avec sa famille de Canton à Hong Kong, Shaoguan et dans le Xian de Liangping, à cause de la guerre. En 1945, après la capitulation du Japon, elle entre à l'Université Sun-Yat-sen. Elle veut faire des études de littérature mais son père veut qu'elle étudie la médecine pour avoir une meilleure perspective de carrière. Comme elle n'est pas intéressée par la médecine, elle fait un compromis avec celui-ci en acceptant d'étudier les mathématiques. À l'époque, les mathématiques et l'astronomie relevaient du même département à l'Université Sun Yat-sen et sous l'influence de la professeure Zou Yixin (en), elle choisit plus tard de se spécialiser en astronomie. Elle y sort diplômée d'un Bachelor of Science en 1949.

### Carrière
En 1951, Ye Shuhua s'installe à Shanghai avec son mari Cheng Jitai, qui enseigne au département de mathématiques de l'Université Fudan. Ye trouve du travail à l'observatoire de construction française Zikawei à Xujiahui, qui est ensuite devenu une partie de l'Observatoire astronomique de Shanghaï.
En 1958, elle devient cheffe d'une équipe de scientifiques travaillant à améliorer la précision de la mesure du temps universel en Chine. En 1963, la mesure du temps universel de la Chine est passée à la deuxième plus précise au monde. Elle a été établi comme norme nationale de base en 1965, et son équipe a ensuite reçu de nombreux prix nationaux pour cette réalisation,.
Lors de la révolution culturelle en 1966, Ye Shushua, comme de nombreux autres intellectuels, a été persécutée et détenue dans une étable. Elle a également dû travailler comme peintre en bâtiment. Après la fin de la Révolution culturelle en 1976, Ye est nommée directrice de recherche à l'Observatoire astronomique de Shanghai et elle en a été la directrice entre 1981 et 1993. Sous sa direction, l'Observatoire de Shanghai établit un interférométre à très longue base et une station de recherche de télémétrie laser sur satellites. L'observatoire participe également au service international de la rotation terrestre et des systèmes de référence en tant que l'une des bases les plus avancées sur le plan technologique.
En 1991, elle a été nommée scientifique en chef dans un projet de recherche fondamentale clé pour étudier la tectonique des plaques chinoise. ce projet démontre que la plaque indienne provoque un mouvement vers l'est de la masse terrestre de la Chine. Ye Shuhua a été vice-présidente de la Société astronomique chinoise de 1978 à 1988, après quoi elle en est devenue la présidente honoraire. Elle a été vice-présidente de l'Union astronomique internationale de 1988 à 1994. Elle a été élue membre de l'Académie chinoise des sciences en 1980 et membre étrangère de la Royal Astronomical Society en 1985.
Elle est également vice-présidente de l'Association chinoise pour la science et la technologie (en) de 1991 à 2001 et présidente de l'Association pour la science et la technologie de Shangai de 1996 à 2001. De 1998 à 2003 elle est membre du Comité permanent de l'Assemblée nationale populaire. Depuis 2005, elle est conseillère scientifique au sein du groupe d'exploration lunaire de l'observatoire de Shangaï.
En 2021, elle attire l'attention des réseaux sociaux chinois lors d'un discours prononcé au World Laureates Forum. Elle y parle de la place des femmes en sciences et du plafond de verre,.

## Distinctions et récompenses
- En 1994, l'Observatoire de la Montagne Pourpre donne son nom à l'astéroïde (3241) Yeshuhua[7],[8].
- En 1997, elle reçoit le Prix Ho Leung Ho Lee pour l'astronomie[9].

## Publications (sélection)
- Optical observations of time and latitude and the determining of the earth rotation parameters. Proceedings of IAU Colloquium No. 63. Dordrecht: D.Reidel Publishing Company: p. 11–23. (1982)
- VLBI measurements of radio positions at three stations. Proceedings of IAU Colloquium No. 63. Dordrecht: D.Reidel Publishing Company: p. 329–336. (1982)
- Note on the terrestrial reference system for geodynamics. Proceedings of the 5th IAG Symposium. Washington: National Oceanic and Atmospheric Administration: p. 46. (1982)
- Intercomparison of celestial reference frame-general principle. Reference Frames in Astronomy and Geophysics. Kluwer Acad Publ: p. 295–304. (1989)
- with Wan T.S., Qian Z.H. Progress on Chinese VLBI Network Project. Radio Interferometry. Proceedings of IAU Colloquium No. 131, Provo, Utah: Astronomical Society of the Pacific: p. 386–389. (1991)